# Hang Phượng Hoàng - suối Mỏ Gà
Hang Phượng Hoàng - Suối Mỏ Gà là một khu thắng cảnh du lịch nổi tiếng của tỉnh Thái Nguyên. Hang Phượng Hoàng nằm trên núi Phượng Hoàng thuộc xã Phú Thượng huyện Võ Nhai, cách thành phố Thái Nguyên 45 km và nằm rất gần quốc lộ 1B (Thái Nguyên - Lạng Sơn) ở vị trí sát ranh giới giữa hai tỉnh.

## Hang Phượng Hoàng
Theo 700-800m đường lát đá với khoảng 45 phút leo núi mới đến cửa hang Phượng Hoàng. Hang Phượng Hoàng nằm ở lưng chừng núi, có chu vi 380 m, từ trần hang đến đáy hang khoảng trên 70m, đáy hang có mỏ nước lạnh trong vắt. Hang gồm có 3 tầng: tầng thượng là hang Dơi, tầng giữa gọi là hang Sáng, tầng cuối gọi là hang Tối. Hang Sáng rộng và thoáng, ánh sáng ở cả ba cửa hang chính chiếu vào những nhũ đá hay thạch nhũ trong hang lung linh, huyền ảo. Các nhũ đá trong hang có nhiều hình thù kỳ lạ và có thể liên tưởng đến nhiều hình ảnh như hổ, báo, voi hay cây bút, người vũ nữ...., thậm chí có thạch nhũ có hình Linga (dương vật đá) cao chừng 10m, to cỡ 2 người ôm. Vòm hang cách đáy khoảng 30–40 m.

## Hang và suối Mỏ Gà
Dưới chân núi Phượng Hoàng là hang Mỏ Gà, được đặt theo tên dòng suối Mỏ Gà chảy ra từ trong lòng hang. Hang Suối Mỏ Gà cách hang Phượng Hoàng chỉ 100 m, rộng chừng 10-15m, cao 2m-15m, chiều sâu của hang 150- 200m. Nước suối Mỏ Gà trong xanh và khu vực cửa hang, suối Mỏ Gà chảy ra tạo thành một thác nước nhỏ với độ cao chỉ có 2 m. Nước suối nói chung chỉ sâu đến đầu gối song lại có vũng nước nhỏ sâu như bể bơi, du khách có thể leo lên vách hang cao 10m và nhảy xuống. Vì là dòng suối chảy trong hang nên nếu muốn khám phá phải dùng đèn pin. Suối Mỏ Gà nhiều thác ghềnh dài khoảng 10–15 m, dòng nước chảy tại những ghềnh thác này được ví như những dải lụa. Trên các vách đá của Hang Suối Mỏ Gà được "người xưa" khắc dòng chữ:
| “ | Nước suối Mỏ Gà là sinh khí của trời đất, đằm trong hương bí ẩn của sâm rừng, hoa núi. Người sẽ được tốt tươi viên mãn | ” |

## Truyền thuyết
Từ dưới nhìn lên, núi Phượng Hoàng có hai hòn đá với hình hai con chim phượng hoàng nằm ấp nhau. Sở dĩ núi mang tên Phượng Hoàng là vì theo huyền thoại ngày xưa trên núi có một đôi chim phượng hoàng sống rất hạnh phúc và chúng sinh được hai quả trứng. Ngày ngày, chim bố đi kiếm mồi cho chim mẹ nằm ấp trứng. Một ngày kia, chim bố đã quên nhiệm vụ và không trở về. Rồi một hôm chợt nhận ra, nó quay trở về nhưng chim vợ đã hoá đá.Chim bố nằm ở ngọn núi đối diện ngóng sang để mong người vợ trở lại trạng thái bình thường, nhưng đợi mãi. Từ đó núi mang tên Phượng Hoàng.

## Lịch sử
Hang Phượng Hoàng là một điểm di tích của căn cứ địa Bắc Sơn-Võ Nhai nổi tiếng. Ngày 27/11/1944 đội cứu quốc quân gồm 75 người cùng 373 hộ dân lên hang Phượng Hoàng lập căn cứ chống địch. Với trận địa súng kíp, mìn, lưỡi cày, bẫy đá, nỏ, giáo mác và chiến thuật đánh du kích, đội cứu quốc quân đã gây thiệt hại nặng một tiểu đoàn giặc Pháp và tay sai có pháo binh yểm trợ.

## Quy hoạch
Năm 1994, hang Phượng Hoàng đã được nhà nước Việt Nam xếp hạng di tích thắng cảnh cấp Quốc gia. Tại khu du lịch, ngoài ngắm cảnh còn có các hoạt động ẩm thực đặc trưng của các dân tộc bản địa. Hiện nay, khu vực mới chỉ có một số phòng trọ đơn sơ và dịch vụ giải khát cho du khách đến tham quan. Tỉnh Thái Nguyên đang kêu gọi đầu tư vào khu du lịch với số vốn 2- 5 triệu Đôla Mỹ, theo đó sẽ xây dựng khách sạn, nhà nghỉ đầy đủ tiện nghi, xây dựng bể tắm nông và sâu; xây dựng đường dài 110 m nối với quốc lộ 1B và hệ thống đường nội bộ. Ngoài ra, suối Mỏ Gà cũng thích hợp để nuôi các loài cá nước lạnh như cá tầm hay cá hồi.